# Récusant

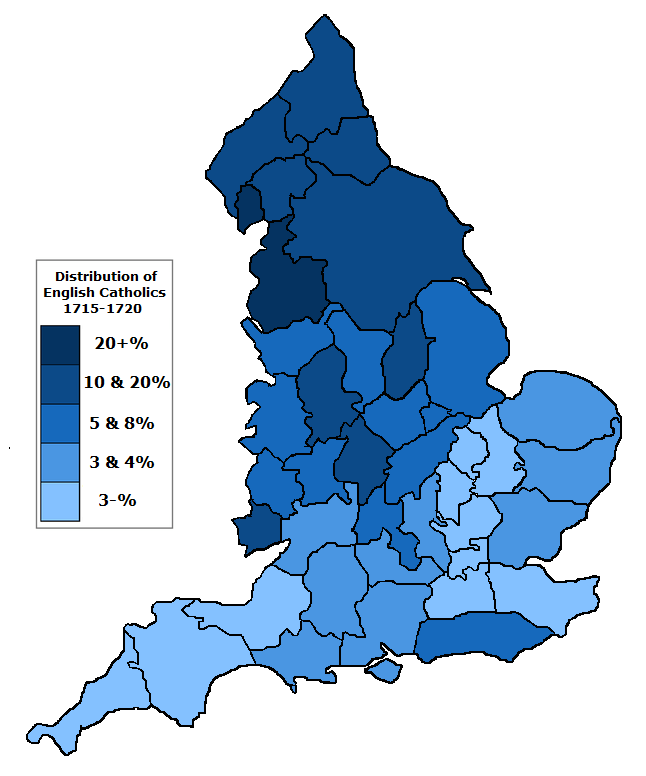
Répartition géographique des récusants catholiques en Angleterre en 1715-1720.

Les récusants (en anglais Recusants), dans l'histoire du Royaume-Uni, sont les chrétiens réfractaires à l'Église d'Angleterre. Du XVIe siècle jusqu'au début du XIXe siècle, leur refus de se conformer à la Réforme anglicane instaurée par Henri VIII en 1534 fut considéré comme un délit passible de peines civiles et, plus rarement, pénales.

## Histoire
La plupart des « récusants » étaient des catholiques fidèles à Rome. À l'origine, le terme ne désignait qu'eux. Plus tard, on employa également cette appellation pour d'autres groupes religieux, protestants ou dissidents de l'Église anglicane. La législation les concernant fut appliquée depuis le règne d'Élisabeth Ire jusqu'à celui de Georges III, avec une rigueur variable selon les époques.
Ils encoururent diverses peines civiles aux termes de la législation britannique sur la non-conformité religieuse. La plupart de ces sanctions se virent abrogées pendant la Régence puis sous le règne de Georges IV. La Nuttall Encyclopædia note toutefois que les récusants protestants furent largement absous par l'Acte de tolérance de Guillaume III (Toleration Act of William III) tandis que les récusants catholiques durent attendre 1829 pour obtenir une totale liberté de culte.
Thomas More fut le premier des récusants, même s'il n'en porta pas le nom. Parmi les récusants célèbres, figurent le cardinal William Allen, le compositeur William Byrd ainsi que Guy Fawkes, qui fomenta la Conspiration des poudres.
Aujourd'hui encore, un certain nombre de familles britanniques continuent à se définir comme récusantes, en particulier celle des ducs de Norfolk et les lignées issues de la pairie jacobite.